# Korn III: Remember Who You Are
A Remember Who You Are a Korn kilencedik stuióalbuma. 2010. július 13-án jelent meg. Az 1996-os Life Is Peachy album óta ez az első olyan Korn CD, aminek Ross Robinson volt a producere, valamint az első album az új dobossal, Ray Luzierrel. A lemez Let the Guilt Go című dalát 2011-ben Grammy-díjra jelölték a Best Metal Performance kategóriában.

## Háttér
Miután 2007-ben megjelent a Korn nyolcadik, cím nélküli stúdióalbuma a Virgin Recordsnál, lejárt a két lemezre szóló szerződésre, így egy tíz hónapig tartó szünet következett, mialatt a tagok más projektjeikkel is foglalkozhattak. Munky, a gitáros elkezdte felvenni a Fear and the Nervous System első albumát. Fieldy a StillWell debütáló albumán segítkezett, ami Dirtbag néven 2011. május 10-én meg is jelent. Ez idő alatt Jonathan Davis is a saját zenekarával, a Jonathan Davis and the SFA-val volt elfoglalva, (Az SFA a Simply Fucking Amazingsnek a rövidítése, magyarul nagyjából Egyszerűen Kibaszottul Csodálatosaknak lehet fordítani.) és az Alone I Play névre keresztelt turnéval, amin az SFÁval játszott, és koncertlemezt is készített róla, Alone I Play címmel.
Ahogy visszatértek a stúdióba felbérelték Ross Robinsont, aki már a Korn albumnak és a Life Is Peachy-nek is a producere volt. Valamint bevették a zenekarba Ray Luziert, aki már ezt megelőzően is játszott velük, koncerteken, a volt dobos, David Silveria helyére. Ez volt Ray Luzier első megjelenése Korn lemezen.

## Írás és felvétel
A dalok írásának elején Jonathan Davis nem nagyon foglalkozott velük, ő később írta meg a szövegeket. Fieldy garázsában írták meg a számok túlnyomó részét. Azt mondták, körülbelül 15-16 számot írtak, végül az albumra 11 szám került.
A zenekar 2009 végén tért vissza a stúdióba, hogy felvegye az albumot. Míg az előző albumon Zac Baird szintetizátorott, ezen az albumon csak a négy Korn tag játszott, és ugyanazzal a technikával vették fel, mint a legelső Korn lemezt, a Kornt. Azonfelül, hogy Fieldy, Munky, és Luzier már megírta a dalokat, Jonathan kevesebb mint öt nap alatt 11 számot írt, szöveggel együtt, amit fel is vett demóra, ahol ő énekelt, játszotta a basszust és a gitárt, a dobot pedig egy számítógépes programmal intézte el. Megmutatta a dalokat a többieknek is, akik megtanulták őket, és hozzáadták a saját ízesítésüket, Jonathan szavaival élve.

## Cím
A CD Korn III: Remember Who You Are címmel jelent meg. Sokan megkérdőjelezték a címet, és a Korn III jelentését. Jonathan Davis így magyarázta az album címét: "Egy egyszerű kérdésre vezethető vissza: 'Ki a f@sz vagyok én?'. Szóval arról szól, hogy emlékezzünk, honnan jöttünk. A cím mindent magába foglal, amiről beszélek." Munky ezt fűzte hozzá: Elveszítheted azt, amiért elkezdtél a kezdetekben zenélni, elveszítheted a sok pénz, hírnév és utazás miatt. Ez a CD egy amolyan: 'OK, nyomjuk le a reset gombot'. Ezt valószínűleg azért mondta, mert ekkortájt sokan mondták, a Korn elfelejtette, honnan jött, és már csak a pénzért zenélnek. Ray Luzier ezt mondta, az Altsoundsnak adott interjúban:
Nos, ez pontosan az, aminek írva van, Korn III, mert ez a harmadik lemezünk Ross Robinsonnal. Nem akarunk új Kornt, de én mostantól állandó tag vagyok, és ez egy kicsit új. "Emlékezz ki vagy?" (Angolul "Remember Who You Are, a CD címe.) Nos nem egy óriási, kényelmes stúdióban vagyunk, amihez hozzászoktunk, és próbáltuk nem túlproducerelni magunkat, és elfojtani igényeinket. Pontosan ez az, amiről ez a felvétel szól. Ez nem amolyan 'tanuljunk meg perfektül játszani a hangszereinken', sokkal inkább 'csak játsszunk', és azt játszottunk, amit éreztünk. Ez egész indulattal, dühvel van tele. Ezt szoktam hiányolni. Nagyon sok felvételt hallasz manapság, ami kitűnően hangzik, de amikor látod a zenekart élőben, rendszertelenek. Elhagy téged ez az érzés. Amikor mi játsszuk a számainkat, azok ugyanúgy szólnak, mint az albumon, egy kis plusz energiával. Erre igazán büszkék vagyunk.

## Kritikai fogadtatás
A Billboard 200-on a második helyen debütált, 63.000 eladott példánnyal, ami 2011. december 6-ra 185.000 növekedett. Az albumot jó kritikai fogadtatás övezte. Az AllMusic 4/5-re, az ARTISTdirect 5/5-re, a Kerrang! 4/5-re, a Metal Hammer 9/10-re, és a Sputnik Music 4/5-re értékelte.
Stephen Thomas Erlewine, az AllMusic munkatársa, aki meglehetősen gyengének tekintette az előző albumot, ezt nyilatkozta:"Visszatértek arra a stílusra, ahogyan debütáltak, de azt, hogy a Korn egy öreg zenekar nem lehet álcázni úgy, hogy dühöngenek, lenyugvás nélkül.
Rick Florino, az ARTISTdirecttől azt mondta, hogy az Are You Ready to Live az egyik legsötétebb száma a Kornnak, amit valaha is írt, és nagyon pozitívan fogadta az albumot, 5/5-re értékelte.

## Az album dalai
Az eredeti album tizenegy számot tartalmaz. Ezek a következők:
1. Uber-time
2. Oildale (Leave Me Alone)
3. Pop a Pill
4. Fear Is a Place to Live
5. Move On
6. Lead the Parade
7. Let the Guilt Go
8. The Past
9. Never Around
10. Are You Ready to Live?
11. Holding All These Lies

Ezen kívül kiadtak egy Japán búnuszkiadást, amin tizenkettedik számként szerepel a Freak on a Leash, elő előadásban.
Valamint egy különleges kiadás is van, amin az eredeti számok találhatóak, kettő másik Korn szám, a Trapped Underneath the Stairs, és a People Pleaser, valamint a Blind élőben és a Oildale (Leave Me Alone) videója. Ezenkívül a CD-vel együtt jár egy DVD is, ami bemutatja, hogy csinálták az albumot.

## Közreműködők
Együttes
- Jonathan Davis – vokál
- James "Munky" Shaffer – gitár
- Reginald "Fieldy" Arvizu – basszusgitár
- Ray Luzier – dob

Produkció
- Ross Robinson – producer
- Jim Monti – hangmérnök
- Ted Jensen – keverés
- Joseph Cultice – fényképész
- Matthew Goldman – designer

DVD
- Sébastien Paquet – rendező
- Tom Hutton – DVD koordinátor
- Sean Donnelly – DVD designer
- Carol Ann Macahilig – DVD jogaival foglalkozott

## Fordítás
- Ez a szócikk részben vagy egészben  a   Korn III: Remember Who You Are című angol Wikipédia-szócikk fordításán alapul.  Az eredeti cikk szerkesztőit annak laptörténete sorolja fel. Ez a jelzés csupán a megfogalmazás eredetét és a szerzői jogokat jelzi, nem szolgál a cikkben szereplő információk forrásmegjelöléseként.